# Plébiscite canadien sur la prohibition de l'alcool
Le plébiscite canadien sur la prohibition de l'alcool, tenu le 29 septembre 1898, porte sur l'adoption d'une loi interdisant l'importation, la fabrication et la vente des boissons alcoolisées sur l'ensemble du territoire de la fédération canadienne. Le oui l'emporte, mais la loi n'est finalement pas adoptée, le Parlement du Canada laissant finalement les provinces décider individuellement.

## La question
En français : « Êtes-vous favorable à la passation d'une loi défendant l'importation, la fabrication ou la vente de spiritueux, vins, bière, ale, cidre et de toutes autres liqueurs alcooliques comme breuvages ? »
En anglais : « Are you in favour of the passing of an Act prohibiting the importation, manufacture or sale of spirits, wine, ale, beer, cider and all other alcoholic liquors for use as beverage ? »

## Le résultat
278 380 personnes (51,2 %) votent en faveur de l'adoption de la loi alors que 264 693 (48,8 %) votent contre. Le oui l'emporte donc avec une faible majorité de 13 687 voix.
Le oui l'emporte dans toutes les provinces (Ontario, Nouvelle-Écosse, Nouveau-Brunswick, Île-du-Prince-Édouard, Manitoba, Colombie-Britannique, Alberta, Saskatchewan) sauf une, le Québec, qui vote à 81,5 % contre. 44 % des électeurs s'étaient prévalus de leur droit de vote.

### Par province
| Juridiction               | Oui     | Oui  | Non     | Non  |
| Juridiction               | Voix    | %    | Voix    | %    |
| ------------------------- | ------- | ---- | ------- | ---- |
| Colombie-Britannique      | 5 731   | 54,6 | 4 756   | 45,4 |
| Île-du-Prince-Édouard     | 9 461   | 89,2 | 1 146   | 10,8 |
| Manitoba                  | 12 419  | 80,6 | 2 978   | 19,4 |
| Nouveau-Brunswick         | 26 919  | 72,2 | 9 575   | 27,7 |
| Nouvelle-Écosse           | 34 368  | 87,2 | 5 370   | 12,8 |
| Ontario                   | 154 498 | 57,3 | 115 284 | 42,7 |
| Québec                    | 28 436  | 18,8 | 122 760 | 81,2 |
| Territoires du Nord-Ouest | 6 238   | 68,8 | 2 824   | 31,2 |
| Canada                    | 278 380 | 51,2 | 264 693 | 48,8 |

## Historique
En 1864, le Temperance Act du député Christopher Dunkin est adopté par le Parlement du Canada-Uni. La loi autorisait les comtés ou municipalités à interdire la vente au détail de l'alcool sur leur territoire. L'adoption de la Loi de tempérance du Canada par le Parlement fédéral en 1878 étendit l'application de cette loi à toutes les provinces de l'Amérique du Nord britannique. Un grand nombre de municipalités et comtés interdisent effectivement la vente d'alcool.
Au début du XXe siècle, le mouvement dit de tempérance se radicalise et plusieurs organisations prônent des mesures législatives afin d'enrayer complètement un commerce qu'elles jugent néfaste. Un peu partout au Canada, comme aux États-Unis d'ailleurs, on s'organise pour faire adopter des lois de prohibition totale par le parlement fédéral et les parlements provinciaux.
À la suite du référendum pancanadien de 1898, le gouvernement de Wilfrid Laurier avait pris la décision de ne pas adopter de loi de prohibition, jugeant la participation de la population trop faible et le résultat problématique. Le règlement de la question fut donc déféré aux provinces. Plusieurs provinces adoptent des lois de prohibition, la première étant l'Île-du-Prince-Édouard en 1900, les autres en 1915 et 1916 durant la Première Guerre mondiale. La contrebande prendra le relais partout où la vente était devenue illégale.